# Jorge W. Ábalos

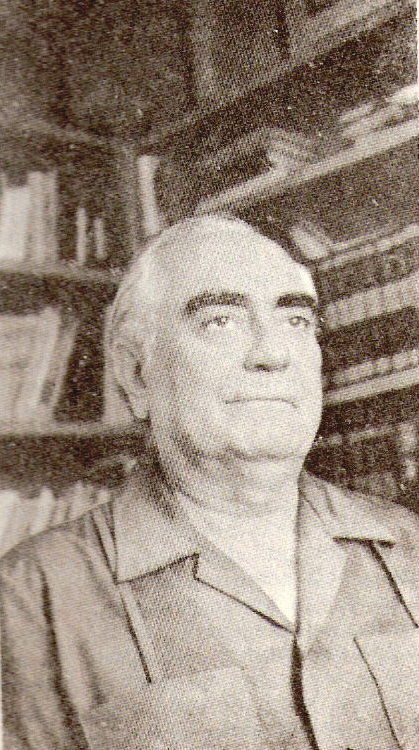
Porträt von Jorge W. Ábalos (1979)

Jorge Washington Ábalos (* 20. September 1915 in La Plata, Provinz Buenos Aires; † 28. September 1979 in Córdoba, Provinz Córdoba) war ein argentinischer Lehrer, Entomologe, Arachnologe und Schriftsteller, der vor allem durch seinen Roman Shunko bekannt wurde. Er war auch der erste Skorpionforscher Argentiniens.

## Leben
Ábalos war der Sohn von Gabriel und Pilar Ábalos, geborene Urieta. Im Jahr 1933 schloss er sein Lehramtsstudium in Santiago del Estero ab, und im darauf folgenden Jahr übernahm er eine Lehrtätigkeit in ländlichen Schulen in der Region Gran Chaco der Provinz Santiago del Estero, wo er mit den dortigen Quechua-Gemeinschaften in Kontakt kam. Als Landschullehrer begann er, sich mit den Krankheiten und den Gifttieren der Region zu beschäftigen und sie zu studieren. Sein erster Beitrag war die Zusammenarbeit mit dem Arzt Salvador Mazza, der sich am Ufer des Río Salado niedergelassen hatte, um die Chagas-Krankheit zu erforschen. Bald darauf arbeitete er mit Bernardo Alberto Houssay zusammen, der 1947 den Nobelpreis für Physiologie oder Medizin erhalten sollte. Er sammelte und schickte ihm lebende Echte Witwen (Latrodectus) für die Herstellung eines Anti-Latrodectus-Serums. Diese Arbeit fand ein Echo in der Presse, was die Regierung der Provinz Santiago del Estero dazu veranlasste, ihm ein Forschungsstipendium für Studien über die Raubwanzen-Unterfamilie Triatominae am Instituto Oswaldo Cruz in Rio de Janeiro zu gewähren. 1943 wurde er zum Entomologen am Institut für regionale Medizin der Nationalen Universität Tucumán ernannt, wo er sich hauptsächlich mit medizinischer Entomologie, insbesondere mit den Überträgern der Chagas-Krankheit, befasste. 1947 heiratete Ábalos Leonie Albaca, mit der er drei Söhne hatte. Im Jahr 1950 verlieh ihm die Nationale Universität Tucumán den Grad eines Doktors ehrenhalber (Doctor honoris causa) in den Biowissenschaften. 1954 wurde er zum Professor in Biologie ernannt. Im Jahr 1957 kehrte er nach Santiago del Estero zurück, wo er das Institut für Gifttiere gründete, das später seinen Namen tragen sollte. 1958 wurde er technischer Sachverständiger beim Instituto Nacional de Microbiología in Santiago del Estero. 1959 wurde er Professor für Forstzoologie an der Fakultät für Forstwesen. 1962 absolvierte Ábalos ein Praktikum am Museum of Comparative Zoology der Harvard University, wo er mit Herbert Walter Levi über Schwarze Witwen forschte. 1968 kehrte er mit einem Guggenheim-Stipendium dorthin zurück. 1966 wurde er Leiter des Lehrstuhls für Wirbellose Zoologie an der Nationalen Universität Córdoba. Im Jahr 1972 wurde er Direktor und Organisator des Zentrums für angewandte Zoologie an derselben Universität.
Sein Werk umfasst fast 60 wissenschaftliche Arbeiten und etwa 15 Veröffentlichungen, die fast alle eine deutliche gesundheitliche Ausrichtung haben und beispielsweise die Themen Vinchucas, Sandmücken, Plattwanzen, Giftschlangen und Spinnentiere behandeln. Ábalos gilt als Pionier der Skorpionforschung in Argentinien. Seine Beiträge zu diesem Thema sind zwar nicht sehr zahlreich, jedoch versuchte er in ihnen eine Überarbeitung der aktuellen taxonomischen Kriterien, indem er neue Methoden für die lateinamerikanischen Skorpione anwandte, darunter die Untersuchung des Hemispermatophors oder des Trichobothriums. Hinsichtlich der Echten Witwen, erbrachte er als erster den Nachweis, dass in Argentinien nicht nur eine Art dieser Gattung existiert, sondern mehrere. Zur wissenschaftlichen Bibliographie von Ábalos zählen die Schriften Las Triatominae Argentina (1951, unter Mitwirkung von Petr Wolfgang Wygodzinsky) sowie Quésabe usted de Viboras? (1964).
Ábalos zeichnete sich auch als Schriftsteller aus. Sein erzählerisches Werk besteht aus Kurzgeschichten und Romanen, deren soziale Themen eng mit der Geografie des Nordwestens Argentiniens und der Kultur seiner Bewohner verbunden sind. Unter all seinen Büchern ragt der Roman Shunko (1949) heraus, der in mehrere Sprachen übersetzt, und 1959 von Regisseur Lautaro Murúa verfilmt wurde. Shunko erzählt die Geschichte eines Quechua sprechenden Jungen in Santiago del Estero und seiner Beziehung zu einem ländlichen Lehrer, der mit der Quechua-Kultur nicht vertraut ist. Shunko ist Teil einer Trilogie mit den Romanen Shalacos (1975) und Coshmi, der unvollendet blieb.
1975 wurde Ábalos als ordentliches Mitglied in die Academia Nacional de Ciencias von Córdoba aufgenommen. 1977 verlieh ihm die Nationale Universität Santiago del Estero einen weiteren Ehrendoktortitel.

## Dedikationsnamen
- Tetrastichus abalosi Blanchard, 1950
- Ameivula abalosi (Cabrera, 2012)
- Gigantodax abalosi Wygodzinsky, 1958
- Eurytoma abalosi De Santis, 1964
- Hesperoctenes abalosi Del Ponte, 1945
- Pirata abalosi (Mello-Leitão, 1942)
- Zelurus abalosi Lent & Wygodzinsky, 1951
- Abapeba abalosi (Mello-Leitão, 1942)
- Mastophora abalosi Urtubey & Báez, 1983